# Thiên Kim (ca sĩ)
Thiên Kim (tên đầy đủ: Trần Thiên Kim, sinh năm 1972) là một ca sĩ người Mỹ gốc Việt, từng cộng tác với Trung tâm Thúy Nga và Asia tại Hoa Kỳ.

## Tiểu sử
Thiên Kim sinh ngày 29 tháng 8 năm 1972 tại Quận 5, Sài Gòn trong một gia đình gốc miền Trung. Thân mẫu Thiên Kim là ca sĩ Thanh Trúc, từng khá quen thuộc trước năm 1975 với các quân nhân đồn trú tại những tiền đồn đèo heo, hút gió. Cậu ruột của Thiên Kim cũng chính là nhạc sĩ Nguyễn Ánh 9.
Thiên Kim học ca hát từ nhỏ, xuất thân ca vọng cổ và cải lương, biết cả đàn tranh và là học trò nhạc sĩ Văn Vĩ. Thiên Kim tự học âm nhạc và đi hát tại các tụ điểm ca nhạc ở Sài Gòn từ năm 1986. Năm 1988, được sự khuyến khích của gia đình, Thiên Kim tham gia cuộc thi Tiếng hát truyền hình TP. Hồ Chí Minh và đạt giải nhì với ca khúc Xa vắng của Nguyễn Văn Hiển.
Ngoài ra, ít người biết rằng khi còn ở Việt Nam, Thiên Kim đã trực tiếp điều hành công ty nuôi tôm mang tên cô ở tỉnh Sông Bé do bố mẹ cô thành lập. Cũng chính cô giám đốc trẻ măng này đã cho chính anh ruột mình nghỉ việc với lý do không đáp ứng được yêu cầu của công việc. Điều này cho thấy rõ bản tính cứng rắn của Thiên Kim.
Tháng 5 năm 1995, khi đang theo học năm đầu tiên đại học, Thiên Kim rời Việt Nam để sang định cư tại Hoa Kỳ. Tại đây, Thiên Kim được Howard Huệ giới thiệu với trung tâm Nhạc Tình và trung tâm này đã mời cô thu thanh một số CD. Cũng trong thời gian này cô được mời xuất hiện lần đầu tiên trong video chương trình Sao sáng của ca sĩ Giao Linh. Trong chương trình này, Thiên Kim đã gặp lại Lay Minh - người ca sĩ đã cùng với Thiên Kim hát trong những chương trình dành cho thiếu nhi tại Việt Nam. Lay Minh giới thiệu cô với Trung tâm Thúy Nga vào tháng 12 năm 1996. Từ đó, Thiên Kim bắt đầu cộng tác với trung tâm này rồi ký hợp đồng chính thức vào tháng 4 năm 1997 và có mặt trong các chương trình đại nhạc hội Paris by Night từ số 39 đến 62. Tên tuổi của Thiên Kim bắt đầu được khán thính giả biết tới.
Sau khi hết hợp đồng với Thúy Nga, Thiên Kim cộng tác với Trung tâm Asia từ chương trình Asia 35 - Dạ vũ quốc tế 3 và cô là ca sĩ độc quyền của trung tâm nhạc này đến năm 2016.
Ở ngoài đời, tính tình của Thiên Kim rất vui vẻ, nhưng sở trường của cô lại là nhạc buồn. Thiên Kim sở hữu giọng hát khàn khàn với cách phát âm đặc biệt, thể hiện được rất cảm xúc các bài hát như Xa Vắng, Anh Còn Nợ Em, Rong Chơi Cuối Trời Quên Lãng…
Thiên Kim đã tốt nghiệp cử nhân Kinh tế ở Đại học California tại Irvine và đang học tiếp ngành Luật.

## Danh mục CD và DVD
- Hòa Tấu Đàn Tranh 2 - Dòng Nhạc Trần Thiện Thanh (Asia CD 360) - 2014
- Xa Vắng (Asia CD 346) - 2013
- Hòa Tấu Đàn Tranh - Dòng Nhạc Anh Bằng, Trúc Hồ (Asia CD CS43) - 2012
- The Best of Thiên Kim - Người Đàn Bà Đi Nhặt Mặt Trời (Asia DVD) - 2011
- Người Đàn Bà Đi Nhặt Mặt Trời (Asia CD CS24) - 2010
- The Best of Thiên Kim from Paris By Night (Thúy Nga DVD) - 2008
- Anh Còn Nợ Em (Asia CD 253) - 2008
- Liveshow Anh Còn Nợ Em (Asia DVD) - 2008
- Dù Chỉ Một Lần Thôi (Asia CD CS15) - 2008
- Tình Đời (Asia CD CS8) - 2007
- Ngỡ Như Tình Đã Quên Mình (Asia CD 211) - 2005
- Trái Tim Ăn Năn (Asia CD 189) - 2003
- Tóc Gió Thôi Bay (TNCD 267) - 2002
- Sắc Màu (TNCD 250) - 2001
- Vì sao Em Ơi (TNCD 237) với Quốc Hùng - 2001
- Tình Là Gì? (TNCD 229) - 2000
- Nếu Điều Đó Xảy Ra (TNCD 218) với Thế Sơn - 2000
- Con Gái Đôi Mươi (TNCD 204) với Quốc Hùng - 1999
- Vì sao (TNCD 195) - 1999
- Biết Làm Sao Thôi Nhớ (TNCD 179) - 1998
- Khi Người Xa Tôi (TNCD 161) - 1997

## Trình diễn trên sân khấu

### Trung tâm Thúy Nga
| STT | Ca khúc                                                     | Thể hiện với | Chương trình      | Năm  |
| --- | ----------------------------------------------------------- | --- | ----------------- | ---- |
| 1   | LK Đêm Đô thị                                               | Lây Minh, Khánh Hoàng | Paris By Night 39 | 1997 |
| 2   | Ô Kìa Đời Bỗng Dưng Vui (Hoàng Thi Thơ)                     | Trúc Lam, Trúc Linh | Paris By Night 41 | 1997 |
| 3   | Rong Chơi Cuối Trời Quên Lãng (Hoàng Thi Thơ)               | solo | Paris By Night 41 | 1997 |
| 4   | Khi Người Xa Tôi (Lê Xuân Trường)                           | solo | Paris By Night 42 | 1997 |
| 5   | Khi Em Thoáng Qua Đời Tôi (Mai Anh Việt)                    | solo | Paris By Night 43 | 1998 |
| 6   | Tình Yêu Cho Đến Mai Sau (Ngọc Trọng)                       | solo | Paris By Night 44 | 1998 |
| 7   | Sao Không Đến Bên Em                                        | solo | Paris By Night 45 | 1998 |
| 8   | Đời Em Như Cát Khô (Lê Xuân Trường)                         | solo | Paris By Night 46 | 1998 |
| 9   | Chúc Mừng (Lam Phương)                                      | Bảo Hân, Phương Vy, Mỹ Huyền, Hoàng Lan, Trúc Lam, Trúc Linh, Như Quỳnh, Châu Ngọc, Bảo Ngọc, Lynda Trang Đài                                                                 | Paris By Night 46 | 1998 |
| 10  | Lệ buồn (Hoàng Thi Thơ)                                     | solo | Paris By Night 47 | 1999 |
| 11  | Cái Trâm Em Cài (Hoàng Thi Thơ)                             | Phương Vy, Lynda Trang Đài | Paris By Night 47 | 1999 |
| 12  | Tình Yêu Muôn Thuở (Lê Hựu Hà)                              | solo | Paris By Night 48 | 1999 |
| 13  | Nha Trang Ngày Về (Phạm Duy)                                | solo | Paris By Night 49 | 1999 |
| 14  | Vì sao (Lê Xuân Trường)                                     | solo | Paris By Night 50 | 1999 |
| 15  | Đường Ai Nấy Đi (Lê Xuân Trường)                            | solo | Paris By Night 51 | 1999 |
| 16  | Mừng Tân Thế Kỷ (Tim Heintz, Randy Petersen, Khúc Lan)      | Lynda Trang Đài, Tommy Ngô, Bảo Hân, Spencer Nguyễn, Evan Lê, Phương Vy, Hoàng Ly, Don Hồ, Phi Phi, Loan Châu, Như Quỳnh, Trúc Linh, Trúc Lam, Nguyễn Hưng, Thế Sơn, Lưu Bích | Paris By Night 51 | 1999 |
| 17  | Tình Là Gì (Tùng Châu, Lê Hựu Hà)                           | solo | Paris By Night 52 | 1999 |
| 18  | Hai Khía Cạnh Tình Yêu (Lê Hựu Hà)                          | Lây Minh | Paris By Night 53 | 2000 |
| 19  | Vì sao Em Ơi (Quốc Hùng)                                    | Quốc Hùng | Paris By Night 53 | 2000 |
| 20  | Anh Muốn Nói Yêu Với Em (Quốc Vượng)                        | Don Hồ | Paris By Night 54 | 2000 |
| 21  | LK Khúc Hát Samba, Trống Vắng, Dấu Yêu Trong Hè (Quốc Hùng) | Nguyễn Hưng, Don Hồ, Thế Sơn, Lưu Bích, Như Quỳnh | Paris By Night 54 | 2000 |
| 22  | Khi Con Tim Buốt Giá (Quốc Hùng)                            | solo | Paris By Night 55 | 2000 |
| 23  | Một Khoảng Trời Bơ Vơ (Lê Xuân Trường)                      | solo | Paris By Night 56 | 2000 |
| 24  | Tiếc Làm Gì (Lê Hựu Hà)                                     | solo | Paris By Night 57 | 2000 |
| 25  | Ước Vọng Tương Lai (Tùng Châu, Lê Hựu Hà)                   | Don Hồ, Thế Sơn, Lưu Bích, Như Quỳnh | Paris By Night 57 | 2000 |
| 26  | Sắc Màu (Trần Tiến)                                         | solo | Paris By Night 58 | 2001 |
| 27  | Trở Về (Châu Kỳ)                                            | solo | Paris By Night 59 | 2001 |
| 28  | Hội Trùng Dương (Phạm Đình Chương)                          | Như Quỳnh, Phi Nhung | Paris By Night 59 | 2001 |
| 29  | Hai Chiếc Bóng Cô Đơn (Tùng Châu, Lê Hựu Hà)                | Nguyễn Hưng, Lưu Bích | Paris By Night 60 | 2001 |
| 30  | Mong Manh (Võ Thiện Thanh)                                  | Lây Minh | Paris By Night 60 | 2001 |
| 31  | Hãy Về Với Em (Thái Hùng)                                   | solo | Paris By Night 61 | 2001 |
| 32  | Tất Cả Là Âm nhạc (Tim Heinz, Lê Hựu Hà)                    | Bảo Hân, Trúc Lam, Trúc Linh, Lynda Trang Đài, Châu Ngọc, Như Loan | Paris By Night 62 | 2001 |
| 33  | Tóc Gió Thôi Bay (Trần Tiến)                                | solo | Paris By Night 62 | 2001 |
| 34  | Tuổi Đá Buồn (Trịnh Công Sơn)                               | Như Quỳnh, Trúc Lam, Trúc Linh, Lynda Trang Đài, Châu Ngọc, Bảo Hân, Như Loan, Loan Châu, Tracy Phạm                                                                          | Paris By Night 62 | 2001 |

### Trung tâm Asia
| STT | Ca khúc | Thể hiện với | Chương trình                 | Năm  |
| --- | --- | --- | ---------------------------- | ---- |
| 1   | Đêm (Trúc Hồ, Trầm Tử Thiêng) | solo | ASIA 35                      | 2001 |
| 2   | Khi Tình Chưa Đến | solo | ASIA 37                      | 2002 |
| 3   | Người Cha | solo | ASIA 38                      | 2002 |
| 4   | Anh Đã Thấy Mùa Xuân Chưa (Quốc Dũng) | solo | ASIA 39                      | 2003 |
| 5   | Trái Tim Ăn Năn (Lê Trần Hoàng) | solo | ASIA 40                      | 2003 |
| 6   | LK Tình Yêu | Johnny Dũng, Hồ Ngọc Như | ASIA 41                      | 2003 |
| 7   | Những Ngày Tháng Không Tên (Trang Thanh Trúc) | Kenny Thái | ASIA 41                      | 2003 |
| 8   | Trong Cuộc Tình Ân Hận (Trúc Hồ, Đặng Hiền) | solo | ASIA 42                      | 2004 |
| 9   | LK Trái Tim Ngục Tù (Đức Huy), Trái Tim Mùa Đông (Trúc Hồ), Trái Tim Lầm Lỡ (LV: Khúc Lan) | Quang Minh, Thanh Trúc, Thanh Hà, Diễm Liên | ASIA 43                      | 2004 |
| 10  | Dáng Xưa (Trúc Hồ, Việt Dzũng) | solo | ASIA 43                      | 2004 |
| 11  | Quán Cafe Vắng (Vũ Tuấn Đức) | Quốc Hùng | ASIA 44                      | 2004 |
| 12  | Ngỡ Như Tình Đã Quên (Lê Hựu Hà) | solo | ASIA 45                      | 2004 |
| 13  | Hành Trình 30 Năm (Trúc Hồ) | Diễm Liên, Minh Thông, Khải Tuấn, Nguyên Khang, Y Phương | ASIA 46                      | 2005 |
| 14  | Biển Và Em (Ngô Thụy Miên) | solo | ASIA 46                      | 2005 |
| 15  | Muộn Màng | solo | ASIA 47                      | 2005 |
| 16  | Tình nhớ (Trịnh Công Sơn) | solo | ASIA 48                      | 2005 |
| 17  | LK Người Tình Mùa Đông, Hãy Sống Cho Tuổi Trẻ | Kim Anh | ASIA 49                      | 2005 |
| 18  | Chiều Trên Phá Tam Giang (Trần Thiện Thanh) | Lê Uyên | ASIA 50                      | 2006 |
| 19  | Kiếp Đam Mê (Duy Quang) | solo | ASIA 51                      | 2006 |
| 20  | Tình Đời (Vũ Chương, Minh Kỳ) | Lâm Nhật Tiến, Minh Thông | ASIA 52                      | 2006 |
| 21  | LK Tuổi Đá Buồn, Như cánh vạc bay, Gọi tên bốn mùa, Rừng Xưa Đã Khép, Còn tuổi nào cho em (Trịnh Công Sơn)                                                                                                | Don Hồ, Diễm Liên, Y Phương, Y Phụng, Minh Thông, Nguyên Khang                                                                                                 | ASIA 53                      | 2007 |
| 22  | LK Chuyện Tình Không Suy Tư, Phố Đêm (Tâm Anh) | Y Phụng | ASIA 53                      | 2007 |
| 23  | LK Dòng Sông Kỷ Niệm, Một Nửa Đời Em (Trúc Hồ) | Quốc Khanh | ASIA 54                      | 2007 |
| 24  | Một Thời Đã Xa (Trường Huy) | solo | ASIA 55                      | 2007 |
| 25  | Dù Chỉ Một Lần Thôi (Trúc Hồ) | solo | ASIA 56                      | 2007 |
| 26  | LK Ru ta ngậm ngùi (Trịnh Công Sơn), Ru Ta Từng Ngón Xuân Nồng (Trịnh Công Sơn), Phôi Pha (Trịnh Công Sơn), Bài không tên số 5 (Vũ Thành An), Biển nhớ (Trịnh Công Sơn), Bài không tên số 7 (Vũ Thành An) | Don Hồ, Lâm Thúy Vân, Như Quỳnh, Nguyễn Hồng Nhung, Quốc Khanh                                                                                                 | ASIA 57                      | 2008 |
| 27  | LK Anh Còn Yêu Em | Y Phương, Nguyên Khang | ASIA 57                      | 2008 |
| 28  | Có Những Người Anh | solo | ASIA 58                      | 2008 |
|     | LK: Thương anh (Y Vân) & Tôi nhớ tên anh (Hoàng Thi Thơ) - (Thiên Kim phụ diễn người mẫu) | Lê Nguyên, phụ diễn Ánh Minh, Như Quỳnh, Trish Thùy Trang, Diệp Thanh Thanh, Băng Tâm, Thùy Hương, Y Phương, Y Phụng, Nguyễn Hồng Nhung                        | ASIA 58                      | 2008 |
| 29  | Những Người Không Chết (Phạm Thế Mỹ) | solo | ASIA 58                      | 2008 |
| 30  | Đã Qua Một Ngày | solo | ASIA Viet Model              | 2008 |
| 31  | LK Cơn mưa phùn (Đức Huy), Tiếng Mưa Đêm (Đức Huy), Mùa Thu Trong Mưa (Trường Sa) | Lâm Thúy Vân, Lâm Nhật Tiến, Quốc Khanh, Như Quỳnh, Nguyễn Hồng Nhung, Philip Huy, Ánh Minh, Đoàn Phi                                                          | ASIA 59                      | 2008 |
| 32  | Vầng Trăng Tình Yêu (Trúc Hồ) | Quốc Khanh | ASIA 59                      | 2008 |
| 33  | Anh Cho Em Mùa Xuân (Nguyễn Hiền, Kim Tuấn) | solo | ASIA 60                      | 2009 |
| 34  | Cải lương: Mạnh Lệ Quân Kỳ Nữ | Ngọc Huyền | ASIA 60                      | 2009 |
| 35  | Một Đời Yêu Em (Trần Thiện Thanh) | Philip Huy | ASIA 61                      | 2009 |
| 36  | LK Mất Nhau Mùa Đông, Tình Người Viễn Xứ (Anh Bằng) | Philip Huy | ASIA 62                      | 2009 |
| 37  | Hãy Yêu Như Chưa Yêu Lần Nào (Lê Hựu Hà) | solo | ASIA 63                      | 2009 |
| 38  | LK Trái Tim Mùa Đông | Quốc Khanh | ASIA Đêm Giáng Sinh          | 2009 |
| 40  | Người Đàn Bà Đi Nhặt Mặt Trời (Đức Tiến) | solo | ASIA 64                      | 2009 |
| 39  | LK Đón Xuân | Quốc Khanh, Ánh Minh, Đoàn Phi | ASIA Đón Giao Thừa           | 2010 |
| 41  | LK Diễm xưa, Hạ trắng (Trịnh Công Sơn) | Lệ Thu | ASIA 65                      | 2010 |
| 42  | Hát Cho Người Nằm Xuống (Trịnh Công Sơn) | solo | ASIA 66                      | 2010 |
| 43  | LK Mộng Ban Đầu, Tiễn Bước Sang Ngang (Hoàng Trọng) | Nguyên Khang | ASIA 67                      | 2011 |
| 44  | Kinh Hạnh Phúc (Anh Bằng) | solo | ASIA Golden 1                | 2011 |
| 45  | Mưa Sài Gòn Còn Buồn Không Em (Nguyệt Ánh) | solo | ASIA 68                      | 2011 |
| 46  | Chiến Sĩ Vô Danh (Phạm Duy) | Hồ Hoàng Yến, Diễm Liên, Mỹ Huyền, Y Phương, Tâm Đoan | ASIA Golden 2                | 2011 |
| 47  | LK Hòn Vọng Phu 1, 3 (Lê Thương) | Hồ Hoàng Yến, Mỹ Huyền, Quốc Khanh | ASIA Golden 2                | 2011 |
| 48  | Mùa Đông Năm Ấy | solo | ASIA Noel Mùa Tình Yêu       | 2011 |
| 49  | Mừng Nắng Xuân Về (Huỳnh Anh) | solo | ASIA Xuân Hy Vọng            | 2012 |
| 50  | Còn Nhớ Không Em | Quốc Khanh | ASIA 69                      | 2012 |
| 51  | Làng tôi (Chung Quân) | solo | ASIA 70                      | 2012 |
| 52  | Mùa Đông Của Anh (Trần Thiện Thanh) | solo | ASIA Niềm Vui Mùa Giáng Sinh | 2012 |
| 53  | Sa mạc tình yêu (LV: Khúc Lan) | solo | ASIA 71                      | 2013 |
| 54  | Mời Em Về (Việt Dzũng) | solo | ASIA Golden 3                | 2013 |
| 55  | Xa Vắng (Y Vân) | solo | ASIA 72                      | 2013 |
| 56  | Biển nhớ (Trịnh Công Sơn) | solo | ASIA 73                      | 2013 |
| 57  | Cát Bụi Tình Xa (Trịnh Công Sơn) | Lệ Thu | ASIA 75                      | 2014 |
| 58  | Chúc Xuân | solo | ASIA Liên khúc Mùa Xuân      | 2015 |
| 59  | Bên Em Đang Có Ta (Trầm Tử Thiêng, Trúc Hồ) | Thế Sơn | ASIA 76                      | 2015 |
| 60  | Việt Nam Ơi (Trúc Hồ) | Lâm Thúy Vân, Đoàn Phi, Hoàng Anh Thư, Mai Thanh Sơn, Thế Sơn, Y Phương, Quốc Khanh, Diễm Liên, Gia Huy, Huỳnh Phi Tiễn, Hoàng Thục Linh, Đan Nguyên, Nhật Lâm | ASIA 76                      | 2015 |
| 61  | LK Phượng Hoàng | Nguyên Khang, Y Phương, Quốc Khanh, Đoàn Phi, Mai Thanh Sơn, Diễm Liên                                                                                         | ASIA 76                      | 2015 |
| 62  | Người Thợ Săn Và Đàn Chim Nhỏ (Anh Bằng) | solo | ASIA 77                      | 2015 |
| 63  | Mộng Chiều Xuân (Ngọc Bích) | solo | ASIA Mừng Xuân               | 2016 |
| 64  | Ướt mi (Trịnh Công Sơn) | solo | ASIA 78                      | 2016 |

### Đài truyền hình SBTN - Saigon Broadcasting Television Network
| STT | Ca khúc                                                    | Thể hiện với | Chương trình                       | Năm  |
| --- | ---------------------------------------------------------- | ------------ | ---------------------------------- | ---- |
| 1   | Bây Giờ Còn Nhớ Hay Không (thơ: Nhật Tuấn, nhạc: Anh Bằng) | Solo         | Một Thuở Học Trò                   | 2017 |
| 2   | Xuân Đã Về (Minh Kỳ)                                       | Solo         | Em Là Mùa Xuân Đẹp Nhất            | 2018 |
| 3   | Đêm Nhớ Về Sài Gòn (Trầm Tử Thiêng)                        | Solo         | Những Đứa Con Vong Quốc            | 2019 |
| 4   | Bài Không Tên Số 8 (Vũ Thành An)                           | Solo         | Vũ Thành An - Tác Giả & Tác Phẩm   | 2023 |
| 5   | Bản Tình Cuối (Ngô Thụy Miên)                              | Solo         | Ngô Thụy Miên - Tác Giả & Tác Phẩm | 2024 |

### Liveshow khách mời
| STT | Ca khúc | Thể hiện với                                                               | Chương trình                                               | Năm  |
| --- | --- | -------------------------------------------------------------------------- | ---------------------------------------------------------- | ---- |
| 1   | Tình Chết Theo Mùa Đông (Anh Bằng)                                                                            | Quốc Khanh                                                                 | LiveShow QK (ASIA)                                         | 2011 |
| 2   | Vầng Trăng Tình Yêu (Trúc Hồ)                                                                                 | Quốc Khanh, Ánh Minh, Mai Thanh Sơn, Đoàn Phi                              | LiveShow QK (ASIA)                                         | 2011 |
| 3   | Tình Lỡ (Thanh Bình)                                                                                          | Quốc Khanh                                                                 | Liveshow QK Chuyện Tình Mình (ASIA)                        | 2013 |
| 4   | Bên Em Đang Có Ta (Trầm Tử Thiêng, Trúc Hồ)                                                                   | Quốc Khanh, Đan Nguyên, Nguyễn Hồng Nhung, Mai Thanh Sơn, Đoàn Phi         | Liveshow QK Chuyện Tình Mình (ASIA)                        | 2013 |
| 5   | LK Trịnh Công Sơn: Tuổi đá buồn + Như cánh vạc bay + Còn tuổi nào cho em + Rừng xưa đã khép + Bốn mùa thay lá | Hồ Hoàng Yến, Quốc Khanh, Nguyên Khang, Diễm Liên, Y Phương, Mai Thanh Sơn | Liveshow NK Đành thôi em nhé (Dream Tet Production & SBTN) | 2017 |
| 6   | Tình Đời (Sỹ Đan)                                                                                             | Nguyên Khang                                                               | Liveshow NK Đành thôi em nhé (Dream Tet Production & SBTN) | 2017 |

### Jimmy TV
| STT | Tiết mục                      | Thể hiện với | Chương trình        | Năm  |
| --- | ----------------------------- | ------------ | ------------------- | ---- |
| 1   | Tình Yêu Tuyệt Vời (Anh Bằng) | solo         | Mùa Đông Về Chưa Em | 2021 |
| 2   | Tình Đời (Minh Kỳ, Vũ Chương) | Tuấn Vũ      | Mùa Đông Về Chưa Em | 2021 |